# Hieronymus Florentinus Quehl
Hieronymus Florentinus Quehl (* 11. Mai 1694 in Zella; † 27. März 1739 in Fürth) war ein deutscher Komponist und Organist.

## Leben und Wirken
Quehl wurde 1694 als Sohn eines Pfarradjunkten geboren, der in Gräfenhain, Mehlis und zuletzt in Zella tätig war. Bereits früh erregte seine musikalische Begabung Aufsehen. In zeitgenössischen Unterlagen wird vermerkt, Quehl „applizierte sich im 10. Jahr seines Alters zur Musik und perfektionierte sich darin an Unterschiedlichen Orten wie Hamburg, Amsterdam, Leyden, Haag, etc.“ (aus „Lebensläufen“, St. Michael Fürth). Die Orgelkunst erlernte er jedoch hauptsächlich beim Kapellmeister Christian Friedrich Witt in Gotha.
Seit dem Herbst 1714 wirkte Quehl als Organist an der Hauptkirche St. Marien in Suhl. 1718 heiratete er die zweite Tochter des Hauptkirchenpfarrers Johann Caspar Werner. Von acht Kindern überlebten sechs die ersten Lebensjahre nicht. Johann Sebastian Bach, zu dieser Zeit Kapellmeister am Hof in Köthen, war Pate des dritten Sohnes. Von 1723 bis 1724 war Quehl Lehrer des Organisten und Komponisten Johann Peter Kellner.
Im Sommer 1730 wurde Quehl als Organist und Kantor an die Nikolaikirche in Marktbreit am Main berufen und trat dort die Nachfolge des verstorbenen Kantors Johann Friedrich Schüttwürfel an.
1735 trat Quehl in den „dompröbstlichen Schuldienst“ in Fürth ein, er war bis zu seinem Tode im März 1739 als „Dompröbstlicher Kantor und Organist“ an St. Michael in Fürth tätig. An anderer Stelle wird seine Tätigkeit auch als „Capelldirektor“ beschrieben. Quehls Nachfolger wurde Caspar Christian Keller aus Suhl. Ob dieser ein Sohn oder anderer Verwandter von Johann Peter Kellner war, der sich laut MGG auch „Keller“ nannte, ist nicht erwiesen.

## Werk
Quehls kompositorisches Werk ist nur lückenhaft überliefert und bedarf der Entdeckung und Erforschung. Dass Johann Peter Kellner von 1732 bis 1733 bei Quehl Kompositions- und Satzunterricht nahm, lässt darauf schließen, dass Quehl bereits zu dieser Zeit als Organist und Komponist anerkannt war. Kellner schreibt rückblickend: „In der Nachbarschaft [...] lebte damals noch ein Mann, von dem man nicht weniger rühmete, daß er ein trefflicher Musicus und besonders guter Setzer sey. Dieser Mann war, wie ich ihn suchte. Das war der Organist Quehl in Suhla. Seine Fertigkeit und andere musikalische Eigenschaften reizten mich, auch da einen Versuch zu machen. Der Mann versprach sein Bestes an mir zu tun, und ich machte hier die Grundlage zur Setzkunst.“ (Sammlungen der Beschreibung des Kirchen- und Schulenstaates Gotha). Am 17. Dezember 1730 ist die Aufführung einer Kantate über den Psalm 84, 2-4 in Marktbreit am Main überliefert. 1734 legte Quehl den ersten Teil seines Werks vor unter dem Titel „Der zur Beförderung Göttlicher Ehre und Aufmunterung des Geistlichen Zions abzielende Erstere Musicalische Versuch. Bestehend aus Zweyen Chorälen. Mit unterschiedenen, teils Figurirten, teils auf zwei Clavieren und obligaten Pedal, auf drei Linien eingerichteten Variationen.“ Die Herausgabe ist mit einem Hinweis auf ein zweites Werk verbunden, das bislang nicht nachgewiesen werden kann.
- Der zur Beförderung Göttlicher Ehre, und Aufmunterung des Geistlichen Zions abzielende Erstere Musicalische Versuch. Bestehend in Zweyen Choralen, Mit unterschiedenen, theils Fugirten, theils auf zwey Clavieren und obligatem Pedal, auf drey Linien eingerichteten Variationen. Lorenz Bieling, Nürnberg, 1734 RISM ID: 990053335
- Vorspiel per il Organo. Auf das Liedt: Nun freut euch lieben Christen g'mein. G-Dur. Auf zwey Clavier. Den Choral mit dem Principal 8. Fuss. Auf dem andern Clavier kan man Gedact 8. Fuss. und ein Flaut: 4. Fuss nehmen. Das Pedal ist obligat. RISM ID: 452506516 (Digitalisat der Staatsbibliothek zu Berlin)
- 48 Fugen und Choräle von Hieron. Flor. Quehl Organist zu Nürnberg, 1734, nebst VI Vorspielen zu Chorälen von Fried. Christ. Morheim Capellmeister zu Danzig 1742.  RISM ID: 452010541 (Digitalisat der Staatsbibliothek zu Berlin)